# Різе (провінція)
Різе́ (тур. Rize) — провінція в Туреччині, розташована в Чорноморському регіоні. Столиця — Ризе.
| Туреччина | Це незавершена стаття з географії Туреччини. Ви можете допомогти проєкту, виправивши або дописавши її. |